# Вишневий заказник
Вишневий заказник — ландшафтний заказник місцевого значення, розташований в Антрацитівському районі на південь від с. Михайлівка. Заповіданий рішенням Луганської обласної ради від 24 лютого 2012 р. № 10/55.

## Площа
Площа — 312 га.

## Опис
Заказник являє собою схили великої балкової системи з кам’янистими відслоненнями. Це типовий степовий ландшафт південного макросхилу Донецького кряжу. На території заказника протікає пересихаюча притока річки Вишневської. 

### Рослинний світ
Основу густого трав’яного покриву різнотравно-типчаково-ковилового степу заказника складають багаторічні дерновинні злаки: різні види ковили (волосиста, пірчаста, Лессінга), типчак, тимофіївка степова, келерія гребінчаста, житняк гребінчастий, а також стоколос безостий, тонконіг вузьколистий тощо.

### Тваринний світ
Тваринний світ заказника представлений типовими степовими видами, серед яких є такі, що занесені до Червоної книги України та охороняються Бернською конвенцією з охорони європейської фауни, флори та природних місць перебування: хом’ячок сірий, мишівка степова, полоз сарматський та жовточеревий, гадюка степова, ящірка прудка, зелена ропуха, часничниця, жайворонки малий, рогатий, степовий, бджолоїдка золотиста, нічниця вусата, вусач земляний-хрестоносець, подалірій, махаон, мнемозина, дибка степова, сколія-гігант, бджола-тесляр фіолетова.